# Le fou parle

Le fou parle (sous-titrée Revue d'art et d'humeur) est une revue trimestrielle française fondée par Jacques Vallet en 1977.
Organisée sur le principe du bénévolat, elle a à son actif trente numéros publiés de 1977 à 1984. Éditée par la maison Balland, elle rassemble de nombreux écrivains et artistes originaux dont Roland Topor.
Le dernier numéro publié en novembre 1984 remercie « tous ceux qui ont permis que dure huit ans cette voix improbable, impolie, impulsive, inégale, inattendue, indécente, inactuelle, inquiète, insolente, interrogative, inutile... »[réf. nécessaire]

## Aperçu du contenu
- 1. Avril/mai 1977 : Libérez Sade ; Les sous-sols de Beaubourg ; Épidémie de suicides chez les vieillards...
- 2. Juillet 1977 : Made in France ; Le combat de Lady Chatterley ; Aspects méconnus de l'acupuncture...
- 3. Octobre/novembre 1977 : Documents Armée rouge japonaise ; Le pouvoir criminel ; Tout pays a une enfance...
- 4. Janvier 1978, couverture de Siné : Urinez dans les urnes ; Le cul-de-sac du nouveau roman ; Cinoche ; Si j'osais te dire...
- 5. Mars 1978 : La révolte est morte, vive la révolte ! par Santiago Maurer ; New York, fêlures et souffle...
- 6. Mai 1978 : Homo militaris, Un corps pour Andréas ; Un conte de Noël...
- 7. Juillet 1978
- 8. Octobre 1978, titre de couverture : « Et même qu'il écrit` »...
- 9. Janvier 1979 : La mort en trop ; La fuite autogestionnaire ; La marquise sortit à cinq heures...
- 10. Juin/juillet 1979, couverture de Jean-Marc Reiser : L'homme aux chiens ; Sacré Jean-Paul ; La chienne ; On nous tape dessus...
- 11. Décembre 1979
- 12. Mars 1980 : contient des textes et des dessins de Tahar Ben Jelloun, Séda, André Laude, Puig Rosado, Roland Topor...
- 13. Juin 1980 : La naissance des yeux ; L'homme de cuir ; Les chiens écrasés...
- 14. Octobre 1980
- 15. Décembre 1980 : Pierres noires par François George ; Le nouveau fascisme par Henri Leclerc ; Joyeux Noël aux condamnés à mort par Alain Dubrieu, La Justice d'Antiqua par Elias Petropoulos ; Michel Steiner, le peintre et son modèle par Edmonde Hort ; Conversation avec des travestis par Évelyne Aubois ; France, Km 50, par Jacques Meunier...
- 16. Mars 1981 : Aventures d'un collectionneur cousues de fil blanc par Philippe Soupault ; Le président vous cause dans le poste par Alain Dubrieu ; L'argent aux trousses par Jacques Sedat ; Michel Parmentier, profession non-peintre par Jacques Vallet ; Ange Uppercut contre la méchante Dame par Gérald Poussin ; Journal d'hiver par Jean-Pierre Enard ; Mode d'emploi par Jean-Philippe Condamy...
- 17. Juin 1981
- 18. Septembre 1981 : contient des dessins et textes de Georges Perec, André Rollin, Marcel Moreau, Manuel de Lope, Séda, Puig Rosado...
- 19. Décembre 1981/janvier 1982 : Éloge du cul par Clément Lépidis ; Prrrth ! par Erik Emptaz ; Platitude d'un dimanche de novembre par Patrice Delbourg ; Laissez-moi ma médiocrité par Jeanne Folly ; Éloge de la médiocrité par Roland Jaccard ; Cyrano de Bergerac ou la voix de la nature par Gérard de Sède...
- 20. Avril/mai 1982 : Journal de printemps par Rafaël Pividal ; Mon président d'identité par Manz'ie ; La bite de Delfeil de Ton par Delfeil de Ton ; A Sore-les Sept-jardins par Gilbert Lascault ; L'individu, voilà l'ennemi ! par Raymond Guerin ; Photos (présentation de Philippe Soupault) par A.B. Morlino ; Jusqu'à ce qu'il ne reste plus rien (présentation de Olle Granath) par Erik Dietman...
- 21/22. Novembre/décembre 1982 (numéro double)
- 23. Février/mars 1983 : On est corseté d'absolu ; Journal d'hiver par Rafaël Pividal ; D'une apparente douceur par Chantal Chawaf ; La guerre du drap, par Pierre Bourgeade ; Chers petits linges... par Jean Demélier ; La sablière par Colette Fellous ; Old jean par Jean-Pierre Ceton ; Sans dessous dessus par Erik Emptaz ; Draps, linceuls et manuterges par Gilbert Lascault ; En se mouchant du pied par Catherine Rollin ; Tavarolle par Johannes ; Mozart-tennis par Alexandre Bonnier ; Reins voilés de brocart violet fileté d'or par Séda ; Parades et parures par Jacques Teboul, La nappe et le drap par Marie Rama ; J'ai oublié mes velours... par Marcel Moreau ; L'incendiaire par Jean-Luc Hennig ; Joseph Jourbert, l'art de la discrétion par François Bott ; Les exilés (suite) par Puig Rosado ; Dominique est une crème au caramel par Jacques Cellard ; Vu de la Giudecca (fragments de journal), par Rezvani ; Je n'ai pas de robe de chambre (propos recueillis par André Rollin) par Roland Dubillard ; Étude de punaises par Gérald Poussin ; Jérôme par Claude Klotz.
- 24. Mai/juin 1983
- 25. Septembre 1983
- 26. Décembre 1983 : Une journée ordinaire ; Enjouement (ou le vague du terrain), par Michel Vachey ; L'accouchement, par Pierre-Emmanuel Main ; Et notre existence est là toute entière..., par Suzette S.; L'homme étendu, par Jean-Luc Hennig ; La traversée des jours, par François Bott ; Ma journée d'hier, par Jacques Meunier ; Ce matin à la sauvette des minutes de bonheur en haut de ses jambes, par Jocelyne D'Agostino ; Rue Raymond Losserand, grand ordinaire, par Jean Demélier ; Je laisse toujours ma porte ouverte, par Jean-Luc Nioche ; Métaphore mathématique, trois heures de l'après-midi, par Raphael Pividal ; Trois heures vingt-cinq, par Collette Fellous ; Vingt-quatre heures de la vie d'Albert, par André Ruellan ; Christine, Viola, et Gene Tierney, 1er novembre 1983, par Alain Absire ; Instants standards dans la vie de Plumito Plumitivitch, par Patrice Delbourg ; Donnez-moi mon vertige quotidien, par Marcel Moreau ; Rien à signaler à Sore-les-Sept-Jardins, par Gilbert Lascault ; Excelsior, journal d'un homme occupé, par Jérôme ; L'électron ou l'éternel au quotidien, par Paul Caro ; Un peu de clarté dans le désordre (propos recueillis par André Rollin), par Pierre Bourgeade ; Art potique, par Roland Topor ; Paysage d'orage avec un obelisque et un portique classique, par Jacques Teboul ; Industrie culturelle, par Morgan Sportes ; Lumière, mes frères..., par pitié!, par Dominique Durand.
- 27. Mars 1984
- 28. Juin 1984 : On s'est replié sur soi-même ; Comme on lave ses chaussettes par André Rollin, Toujours dans un état d'intensité, de passion (propos recueillis par André Rollin) ; L'état de ruine par Pierre-Emmanuel Main ; Les châteaux de sable par Gérard Pussey ; L'idée fixe par Yves Martin ; Faiblesse et gémissements à Sore-les-Sept-Jardins par Gilbert Lascault ; L'institution de la bêtise par Raphaël Pividal ; Intellos-84 : look-polka par François Aubral ; Haute fidélité par Patrice Delbourg ; Albert, t'es gaga par  André Ruellan ; J'ai un rat par Jean-Luc Hennig ; Monsieur Roquet (traduit du néerlandais par Jan Arons) par Jan Arends ; Taule-Psy par Jean-Claude Charles ; Valeryana par Dominique Noguez ; Débat par Yves Gerbaulet ; Le large par Pierre Bettencourt ; Adieu ma mort par Helena Henrikson ; Le visage de Violetta par Morgan Sportes ; Lieux communs par Max Genève.
- 29/30. Novembre 1984 (numéro double)